# Programa Danubio

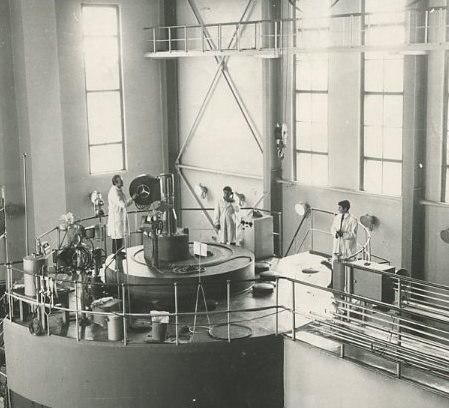
El reactor nuclear de Măgurele

Mapa de países que tenían proyectos de investigación de armas nucleares.

El Programa Danubio ( en rumano: Programul Dunărea) fue un proyecto secreto de la dictadura de Nicolae Ceaușescu en Rumania para desarrollar sus propias armas nucleares. El proyecto se inició en 1981 y duró hasta 1989.

## Historia
En 1970 la República Socialista de Rumanía ratificó el Tratado de No Proliferación Nuclear, que les prohibía desarrollar y construir sus propias armas nucleares. Sin embargo, desde 1981 hasta 1989, Rumania tuvo un programa de armas nucleares, incluidas instalaciones de extracción de plutonio. En 1992, tras la Revolución rumana, el nuevo gobierno denunció voluntariamente la infracción a la Agencia Internacional de Energía Atómica, quien luego la informó al Consejo de Seguridad de la ONU.

## Materiales
Rumania adquirió uranio altamente enriquecido (UME) del programa Átomos para la Paz de los Estados Unidos de América, que proporcionó uranio altamente enriquecido a muchos países. El proyecto utilizó un reactor nuclear, que les había proporcionado Estados Unidos, para crear plutonio a partir de UME. Aunque el proyecto logró crear plutonio, en realidad no construyó ninguna bomba nuclear, aunque se estima que con los materiales con los que contaba el proyecto se podrían haber fabricado hasta 240 bombas de plutonio, suponiendo que se usaran 10 kilogramos de plutonio para cada bomba.